# Belgische Supercup 1979
De Belgische Supercup van het seizoen 1978/79 vond plaats op woensdag 22 augustus 1979 in het Olympisch Stadion. Landskampioen KSK Beveren nam het op tegen Bekerwinnaar Beerschot VAV.
Beveren werd na strafschoppen de eerste winnaar van de Belgische Supercup. Opmerkelijk is dat de wedstrijd doorging in het stadion van de Bekerwinnaar, en niet zoals gebruikelijk in het stadion van de landskampioen.
|                  |                                             |              |                                     |                                                                                |
| 22 augustus 1979 | Beerschot VAV                               | 1 – 1 (n.v.) | KSK Beveren                         | Olympisch Stadion, Antwerpen Toeschouwers: 8.000 Scheidsrechter: Alexis Ponnet |
| 22 augustus 1979 | Mücher 85'                                  | Verslag      | 27' Janssens                        | Olympisch Stadion, Antwerpen Toeschouwers: 8.000 Scheidsrechter: Alexis Ponnet |
| 22 augustus 1979 | Strafschoppen                               |              |                                     | Olympisch Stadion, Antwerpen Toeschouwers: 8.000 Scheidsrechter: Alexis Ponnet |
| 22 augustus 1979 | Lozano Van Gucht Cools Schrauwen Van Abbeny | 2 – 3        | Truyens Van Goethem Janssens Simoen | Olympisch Stadion, Antwerpen Toeschouwers: 8.000 Scheidsrechter: Alexis Ponnet |

| Beerschot VAV: |                   |            |
|                |                   |            |
| GK             | Jan Tomaszewski   |            |
| RB             | Paul Beloy        |            |
| CB             | Louis De Weerdt   |            |
| CB             | Louis Van Gucht   | Kreeg geel |
| LB             | Julien Cools      |            |
| CM             | Juan Lozano       |            |
| CM             | Frank Schrauwen   |            |
| CM             | Johan Coninx      | 42'        |
| RW             | Stani Gzil        |            |
| CF             | Emmanuel Sanon    |            |
| LW             | René Mücher       |            |
| Wisselspelers: |                   |            |
| CM             | Johnny Van Abbeny | 42'        |
| Coach:         |                   |            |
| Ladislav Novák |                   |            |

| SK Beveren:     |                   |            |
|                 |                   |            |
| GK              | Jean-Marie Pfaff  |            |
| RB              | Eddy Jaspers      |            |
| CB              | Paul Vangenechten |            |
| CB              | Freddy Buyl       | Kreeg geel |
| LB              | Rudi Van Goethem  |            |
| CM              | Wim Hofkens       | Kreeg geel |
| CM              | Freddy Truyens    | Kreeg geel |
| CM              | Albert Cluytens   |            |
| RW              | Jan Hoebeeck      |            |
| CF              | Jan Simoen        |            |
| LW              | Jean Janssens     |            |
| Coach:          |                   |            |
| Robert Goethals |                   |            |

1979 · 1980 · 1981 · 1982 · 1983 · 1984 · 1985 · 1986 · 1987 · 1988 · 1989 · 1990 · 1991 · 1992 · 1993 · 1994 · 1995 · 1996 · 1997 · 1998 · 1999 · 2000 · 2001 · 2002 · 2003 · 2004 · 2005 · 2006 · 2007 · 2008 · 2009 · 2010 · 2011 · 2012 · 2013 · 2014 · 2015 · 2016 · 2017 · 2018 · 2019 · 2020 · 2021 · 2022 · 2023 · 2024